# Campionati africani di badminton a squadre 2008
I Campionati africani di badminton a squadre 2008 si sono svolti a Beau Bassin-Rose Hill, in Mauritius, dal 17 al 21 febbraio 2008. È stata la 3ª edizione del torneo, organizzato dalla Badminton Confederation of Africa.

## Podi
| Evento           | Oro       | Argento   | Bronzo    |
| Torneo maschile  | Nigeria   | Sudafrica | Egitto    |
| Torneo maschile  | Nigeria   | Sudafrica | Mauritius |
| Torneo femminile | Sudafrica | Nigeria   | Egitto    |
| Torneo femminile | Sudafrica | Nigeria   | Mauritius |